# Garabogaz
Garabogaz es una ciudad de Turkmenistán, esta se ubicada al noroeste de la provincia de Balkan. Hasta el año 2002 su nombre era Bekdaş [Bake-dash].
Situado en una cresta que divide el Garabogazköl desde el mar Caspio, la ciudad está ricamente beneficiada por los abundantes y variados recursos minerales del Garabogazköl. Es uno de los pocos lugares en el mundo donde existe el sulfato de sodio depositado de forma natural en cantidades comercialmente explotables.
- Datos: Q1038323